# Kököchin
Kököchin, também Kökechin, Kokachin ou Cocacin (em chinês:  阔阔真) foi uma princesa mongol do século XIII da dinastia Yuan na China, pertencente ao clã do império mongol Baída (Ch: 伯牙吾). Em 1291, ficou noiva de Argum Cã, o quarto governante do Ilcanato a mando do Grande Cublai Cã. Isto seguiu-se após uma solicitação especial realizada por Argum ao grande líder. Após a morte da sua esposa, e, como último desejo, pedira que, se ele se casasse novamente, escolhesse uma esposa da mesma tribo mongol que Bulucã Catum ("Zibeline"). Cublai atende ao pedido e logo escolhe Kököchin ("Dama Azul ou Celestial"), de 17 anos de idade, para se casar com Argum.
Acompanhada por uma grande escolta de guardas armados, Kokachim parte rumo à Pérsia. Durante oito meses de viagem, percorreram o caminho que Marco Polo tomara tanto tempo atrás. Entretanto, os conflitos entre as tribos rivais, impediram que a viagem continuasse, pelo que prosseguir era bastante arriscado. A escolta da princesa não teve outra opção senão regressar para a corte de Cublai Cã. Marco acabava de chegar da última viagem quando a princesa Kokachim e a sua escolta retornaram. Incerto quando à forma como deveria transportar a noiva a Argum, Cublai aceita a proposta que Marco Polo, o seu pai e o tio lhe colocaram. Sugeriram então levar a jovem princesa até à Pérsia por mar, evitando os perigos que assolavam a rota por terra.
Os conhecimentos de Marco Polo sobre caminho marítimo foram importantes, contando também com a experiência do tio e do pai que eram marinheiros. Cublai, a partir de Cambalique (cidade do Cã, atual Pequim), confiou então Marco Polo o seu último dever, escoltar a princesa Kokachim para a mão de Arghun. Não poupando despesas para equipar os companheiros para a viagem, ordena a construção de quatorze juncos, com quatro mastros e 12 velas e mantimentos para cerca de dois anos. Deu aos Polo rubis, safiras e outras pedras preciosas e despede-se dos seus hospedes de longa data. O grupo viajou por mar, através da cidade portuária de Chincheu, na primavera de 1291. Foram vários os portos onde os juncos pararam, os quais Marco visitara enquanto emissário do Cã. Partiram de Chincheu, e três meses depois aportaram na ilha de Sumatra. O mau tempo obrigou-os a permanecer ali durante meses. Em seguida, foram para a Pérsia, via Seri Lanca e Índia (cujas visitas se deram em Meliapor, Madurai e Alleppey, cidade esta que Marco aplicara de Veneza do Oriente).